# Носов Іван Петрович
Іван Петрович Носов (21 травня 1888, село Касаниха, біля Нижнього Новгороду — розстріляний 27 листопада 1937) — радянський державний і партійний діяч. Член Центральної контрольної комісії РКП(б) у травні 1924 — грудні 1925 р. Кандидат у члени ЦК ВКП(б) у грудні 1925 — червні 1930 р. Член ЦК ВКП(б) у липні 1930 — жовтні 1937 р.

## Біографія
Народився у травні 1888 року в передмісті Нижнього Новгороду в родині робітника. У 1900 році закінчив сільську школу в селі Сіуха Нижньогородського повіту. У червні — жовтні 1900 р. — пастух в селі Борисово Нижньогородського повіту.
У жовтні 1900 — 1903 р. — хлопчик у лабораторії, у 1903—1904 роках — кочегар, у 1905—1907 роках — мастильник Нижньогородського хімічного заводу «Салолін».
Член РСДРП з 1905 року. Учасник Революції 1905—1907 років в Нижньому Новгороді.
У 1908 — лютому 1913 р. — помічник машиніста Нижньогородського хімічного заводу «Салолін». У лютому 1913 — жовтні 1914 р. — машиніст хімічного заводу «Салолін» у місті Санкт-Петербурзі.
У жовтні 1914 році був призваний у російську армію. У листопаді 1914 — серпні 1917 р. — шофер-механік автомобільної роти Південно-Західного фронту. Учасник Першої світової війни. Після Лютневої революції 1917 року — голова солдатського комітету в 5-му кавалерійскому корпусі 8-ї армії.
У грудні 1917 — березні 1918 р. — машиніст Нижньогородського хімічного заводу «Салолін», голова заводського комітету РСДРП(б).
У березні — вересні 1918 р. — завідувач організаційного відділу Нижньогородської губернської ради народного господарства (губраднаргоспу).
У вересні 1918 — червні 1919 р. — член Васильсурського революційного комітету, товариш голови Васильсурського повітового виконкому, голова Васильсурської повітової надзвичайної комісії (ЧК), голова Васильсурського повітового комітету РКП(б) Нижньогородської губернії. У червні — грудні 1919 р. — голова виконавчого комітету Семеновської повітової Ради, секретар Семеновського повітового комітету РКП(б) Нижньогородської губернії.
У грудні 1919 — травні 1920 р. — голова Олексіївського революційного комітету Воронезької губернії, секретар Організаційного бюро Воронезького губернського комітету РКП(б). У травні 1920 — червні 1921 р. — секретар (у березні — червні 1921 року — відповідальний секретар) Воронезького губернського комітету РКП(б). У червні — листопаді 1921 р. — секретар Пермського губернського комітету РКП(б).
У листопаді 1921 — червні 1922 р. — відповідальний секретар Феодосійського окружного комітету РКП(б) Кримської АРСР. У червні 1922 — травні 1924 р. — відповідальний секретар Севастопольського окружного (з 1923 року — районного) комітету РКП(б) Кримської АРСР.
16 травня 1924 — червень 1925 — відповідальний секретар Кримського обласного комітету РКП(б).
У червні 1925 — 5 липня 1929 — відповідальний секретар Тверського обласного комітету ВКП(б). Одночасно, 9 травня — 5 липня 1929 — голова Організаційного комітету ВКП(б) по Тверському округу.
У червні 1929 — січні 1930 р. — відповідальний секретар Московського окружного комітету ВКП(б). У лютому 1930 — грудні 1931 р. — секретар Московського обласного комітету ВКП(б).
У січні 1932 — серпні 1937 р. — 1-й секретар Івановського Промислового (Івановського) обласного комітету ВКП(б).
Делегат VIII-го, X-го, XII-го, XIII-го, XIV-го, XV-го, XVI-го і XVII-го з'їздів партії; на XIII-му з'їзді обирався членом ЦКК, на XIV-му і XV-му — кандидатом в член ЦК, на XVI-му і XVII-му — членом ЦК ВКП (б). Член ВЦВК і ЦВК СРСР багатьох скликань.
У серпні 1937 року знятий з поста і 26 серпня 1937 року заарештований. Постановою пленуму ЦК ВКП (б) від 11—12 жовтня 1937 року виведений зі складу ЦК. Засуджений до смертної кари. Розстріляний 27 листопада 1937 року. 26 листопада 1955 року реабілітований і 29 лютого 1956 року посмертно відновлений у партії.